# Адальберт Шмандт
Адальберт Шмандт (нім. Adalbert Schmandt; 26 грудня 1909, Вустров — 1958) — німецький офіцер-підводник, оберлейтенант-цур-зее резерву крігсмаріне (1 червня 1943).

## Біографія
В січні 1940 року вступив на флот. В лютому-листопаді 1941 року — 2-й, потім 1-й вахтовий офіцер на підводному човні U-B. З вересня 1942 по лютий 1943 року — 2-й вахтовий офіцер на UD-5. З 8 березня 1943 року — командир U-489. 22 липня 1943 року вийшов у свій перший і останній похід. 4 серпня U-489 був потоплений в Північній Атлантиці південно-східніше Ісландії (61°11′ пн. ш. 14°38′ зх. д.) канадським «Сандерлендом». 1 член екіпажу загинув, 53 (включаючи Шмандта) були врятовані і взяті в полон.